# صوت المدى
صوت المدى هي محطة إذاعية لبنانية تابعة للتيار الوطني الحر، تتخصص في بث الأخبار وأسسها الرئيس ميشال عون زعيم التيار الوطني الحر. يمتلك إلياس بو صعب 24٪ من الأسهم مباشرة، ومن خلال حيازته 75٪؜ من (Jets Holding SAL))، وبالتالي تبلغ نسبة الملكية الإجمالية 99٪.
يمتلك التيار الوطني الحر إذاعة أخرى وهي صوت الغد، متخصصة في مواضيع الترفيه والتثقيف.

## خلفية
تأسست في 1 يونيو 2009  ومقرها سن الفيل.
وزير الدولة بيير رفول من التيار الوطني الحر هو الرئيس التنفيذي منذ إنشائها. تبث على الموجات: 92.5، 92.7، 92.9 FM.
لديها البرامج أخبار السياسية، الفنون، الترفيه، الرياضة، الثقافة، المواضيع الاجتماعية.

## إدارة
- المؤسس: إلياس بو صعب، وزير التربية السابق (2014-2016) وعضو مجلس النواب (منذ 2018).
- الرئيس التنفيذي: بيار رفول وزير دولة لشؤون الرئاسة (منذ 2016).
- رئيس التحرير: رجا صوايا (مخرج منفذ) [5]

## البرامج[3]

### البرامج السياسية
- «مانشات» وهو برنامج يومي يقوم بجولات في الصحف واستطلاع آراء السياسيين والنقاد حول التطورات.[6]
- «مدى الصوت» برنامج سياسي أسبوعي، يعرض كل يوم سبت الساعة العاشرة مساءً.
- «شو عم بصر» هو برنامج اجتماعي سياسي يبحث في هموم المواطنين.
- «سعدات النقيب» يتناول هذا البرنامج كل ما يتعلق بعمل مجلس النواب من قوانين وتشريعات وإنجازات وإخفاقات ومشاريع، بالإضافة إلى النظام الداخلي للمجلس ولجانه وإداراته، الموظفين والصحفيين والمشاكل التي تعاني منها ورؤى المستقبل.

### البرامج الفنية والاجتماعية والرياضية
- «صباح المدى» برنامج صباحي يُعرض من الاثنين إلى الجمعة الساعة 7:30 صباحًا.[7]
- «شو عم تحكي» برنامج ترفيهي يعرض كل يوم اثنين وأربعاء وخميس الساعة 5 مساءً.
- «بالا كلفة» برنامج فني يستضيف أشخاصاً من مختلف المجالات الفنية ويسلط الضوء على أحدث أعمالهم الفنية.
- «عمدى الملاعب» برنامج رياضي يعرض كل يوم خميس الساعة 6:30 مساءً.

## انظر ايضاً
- صوت الغد
- صوت لبنان
- ميكس إف إم
- النور
- راديو انيرجي
- راديو لبنان
- راديو ماريا
- راديو وان (لبنان)
- إذاعة الشرق
- راديو فيرجن لبنان
- صوت الجبل

## روابط خارجية
- sawtelmada.com